# Камал, Керем
Керем Казим  Камал (тур. Kerem Kazim Kamal; род. 10 августа 1999, Маниса) — турецкий борец, выступающий в греко-римском стиле в весовой категории до 60 кг. Участник Олимпийских игр 2020 года в Токио. Двукратный чемпион Европы.

## Карьера
На чемпионате мира по борьбе среди юниоров 2017 года турецкий спортсмен Керем Камал завоевал золотую медаль в греко-римской борьбе в весовой категории до 55 кг.
В греко-римском стиле в весовой категории до 60 кг на чемпионате мира среди юниоров 2018 в Словакии, Керем Камал в финале победил индийского борца Виджая Виджая со счётом 10:0 и стал чемпионом мира.
На чемпионате мира среди юниоров 2019 года, проходившем в Эстонии, Керем Камал завоевал золотую медаль в греко-римском стиле в весовой категории до 60 кг, победив в финальном поединке армянского спортсмена Саака Ованнисяна со счетом 7:2. Таким образом, Керем Камал выиграл уже третий чемпионат мира среди юниоров.
На чемпионате, проходившем в Бухаресте, Керем Камал, выступавший в весовой категории до 60 кг, завоевал бронзовую медаль, победив румына Вирджила Мунтяну со счетом 4:1 в медальном поединке.
Керем Камаль в весовой категории до 60 кг завоевал серебряную медаль на чемпионате Европы 2020 года, который проходил в спортивном зале Пелликоне в Риме.
В марте 2021 года Керем Камал участвовал в отборочном турнире континентального европейского отбора на Олимпиаду в Токио. Этот турнир проходил в Венгрии, и по результатам выступления турецкий борец получил право участвовать на Олимпийских играх в Токио в весовой категории до 60 кг.
В апреле 2021 года Керем Камаль завоевал серебряную медаль в весовой категории до 60 кг на чемпионате Европы, который проходил в Польше.
В апреле 2025 года на чемпионате Европы в Братиславе в весовой категории до 63 кг завоевал золотую медаль. В финальной схватке одолел соперника из Армении Карена Асланяна.